# Campaniense
| Era Eratema | Periodo Sistema | Época Serie         | Edad Piso                      | Inicio, en millones de años |
| ----------- | --------------- | ------------------- | ------------------------------ | --------------------------- |
| Mesozoico   | Cretácico       | Superior / Tardío   | Maastrichtiense Maastrichtiano | 72,2±0,2                    |
| Mesozoico   | Cretácico       | Superior / Tardío   | Campaniense Campaniano         | 83,6±0,2                    |
| Mesozoico   | Cretácico       | Superior / Tardío   | Santoniense Santoniano         | 85,7±0,2                    |
| Mesozoico   | Cretácico       | Superior / Tardío   | Coniaciense Coniaciano         | 89,8±0,3                    |
| Mesozoico   | Cretácico       | Superior / Tardío   | Turoniense Turoniano           | 93,9±0,2                    |
| Mesozoico   | Cretácico       | Superior / Tardío   | Cenomaniense Cenomaniano       | 100,5±0,1                   |
| Mesozoico   | Cretácico       | Inferior / Temprano | Albiense Albiano               | 113,2±0,3                   |
| Mesozoico   | Cretácico       | Inferior / Temprano | Aptiense Aptiano               | 121,4±0,6                   |
| Mesozoico   | Cretácico       | Inferior / Temprano | Barremiense Barremiano         | 125,77                      |
| Mesozoico   | Cretácico       | Inferior / Temprano | Hauteriviense Hauteriviano     | 132,6±0,6                   |
| Mesozoico   | Cretácico       | Inferior / Temprano | Valanginiense Valanginiano     | 137,05±0,20                 |
| Mesozoico   | Cretácico       | Inferior / Temprano | Berriasiense Berriasiano       | 143,1                       |
| Mesozoico   | Jurásico        | Jurásico            | Jurásico                       | 201,4±0,2                   |
| Mesozoico   | Triásico        | Triásico            | Triásico                       | 251,9±0,024                 |

El Campaniense o Campaniano es el quinto piso y edad del Cretácico Superior/Cretácico Tardío, en la escala temporal geológica. Sucede al Santoniense  y precede al Maastrichtiense. Se inició hace unos 83,6 millones de años y terminó hace unos 72,2 millones de años.
El Campaniense se introdujo en la literatura científica por el geólogo y paleontólogo francés Henri Coquand en 1857. Recibe su nombre de la ciudad de Champagne (departamento de Charente Marítimo, Francia).

## Sección estratotipo y punto de límite global (GSSP)
La sección estratotipo y punto de límite global (GSSP) para la base del Campaniense se encuentra en la sección del barranco del Bottaccione, en el municipio de Gubbio (Italia). Se caracteriza por la inversión magnética del paso del cron 34n (techo del «largo cron de polaridad normal del Cretácico») al cron C33r. El piso y el GSSP fueron aprobados por la Comisión Internacional de Estratigrafía y posteriormente ratificados por la Unión Internacional de Ciencias Geológicas en octubre de 2022.
El techo del Campaniense se define por el GSSP de la base del Maastrichtiense, que se caracteriza por la primera aparición del amonites Pachydiscus neubergicus y del belemnites Belemnella lanceolata.